# GraphQL
그래프QL(영어: GraphQL)은 페이스북이 2012년에 개발하여 2015년에 공개적으로 발표된 데이터 질의어이다. 그래프QL은 REST 및 부속 웹서비스 아키텍처를 대체할 수 있다. 클라이언트는 필요한 데이터의 구조를 지정할 수 있으며, 서버는 정확히 동일한 구조로 데이터를 반환한다. 그래프QL은 사용자가 어떤 데이터가 필요한 지 명시할 수 있게 해 주는 강타입 언어이다. 이러한 구조를 통해 불필요한 데이터를 받게 되거나 필요한 데이터를 받지 못하는 문제를 피할 수 있다.
주요 그래프QL 클라이언트로는 아폴로 클라이언트와 Relay 등이 있다. 그래프QL 서버는 여러 언어로 구현되어 있는데, 자바스크립트, 파이썬, 루비, 자바, C#, 스칼라, 고, 엘릭서, 얼랭, PHP, 클로져 등의 언어로 구현되어 있다.

## 같이 보기
- 쿼리 바이 이그잼플
- 마이크로서비스